# Katerina Stewart
Katerina Stewart (Miami, 17 luglio 1997) è una tennista statunitense.

## Biografia
Vincitrice di tredici titoli nel singolare e cinque titoli nel doppio nel circuito ITF, il 27 luglio 2015 ha raggiunto la sua migliore posizione nel singolare WTA piazzandosi 158º. Il 30 luglio 2018 ha raggiunto il miglior piazzamento mondiale nel doppio alla posizione n°400.
Ha debuttato nel circuito WTA agli Us Open 2014, avendo ricevuto una wildcard nel torneo di doppio insieme a Louisa Chirico.

## Grand Slam Junior

### Doppio

#### Sconfitte (1)
| Tornei del Grande Slam  |
| ----------------------- |
| Australian Open (0)     |
| Open di Francia (1)     |
| Torneo di Wimbledon (0) |
| US Open (0)             |

| N. | Data          | Torneo                  | Superficie  | Compagna          | Avversarie in finale                    | Punteggio |
| 1. | 6 giugno 2015 | Open di Francia, Parigi | Terra rossa | Caroline Dolehide | Miriam Kolodziejová Markéta Vondroušová | 0-6, 3-6  |